# Ine Schröder
Ine Schröder (Heerlen, 27 februari 1951 – Maastricht, 22 september 2014) was een Nederlands beeldend kunstenaar. Zij maakte hoofdzakelijk beelden met een provisorisch en tijdelijk karakter, en gebruikte bescheiden materialen als houten latjes, papier en textiel. Schröder verwierf tijdens haar leven geen grote bekendheid, maar heeft een reputatie als een kunstenaars-kunstenaar, geliefd onder kunstenaars.

## Leven en werk
Schröder werd opgeleid aan de Stadsacademie voor Beeldende Kunsten Maastricht (1972-‘77), waar ze les kreeg in beeldhouwen van Piet Killaars, en aan de Jan van Eyck Academie in Maastricht (1977-‘79). Haar levenspartner was Ben Leenen (Tegelen, 1949), ook beeldend kunstenaar. Na de academie maakte Schröder niet langer beelden in klei en brons. Ze werkte met hout, textiel, draden en papier, waarvan ze constructies en staketsels maakte. Ze maakte grote sculpturen voor het publieke domein, en werkte in het eigen atelier aan kleine sculpturen. Het meeste werk brak ze na enige tijd zelf weer af, nadat ze het zorgvuldig had gefotografeerd. Schröder exposeerde regelmatig, maar werd niet vertegenwoordigd door een galerie en leefde deels van bijbaantjes. 
Vijf jaar na haar dood wijdde het Bonnefantenmuseum in Maastricht een tentoonstelling aan Schröder. De overzichtscatalogus toont haar kunstopvatting: aandacht voor het fragiele en het tijdelijke, onthecht en open werk. Kunstcriticus Domeniek Ruyters schreef over deze tentoonstelling: “Schröders kunstenaarschap is een paradoxaal kunstenaarschap. Het bestaat weliswaar in materialen, maar is toch immaterieel; het is bang ergens voorgoed op te worden vastgelegd en tegelijkertijd uiterst gecontroleerd en nauwgezet bepaald.”

## Tentoonstellingen
(selectie)
- 1981 	 Bonnefantenmuseum, Maastricht: atelierexpositie.
- 1994	 Kunstcentrum Sittard: Okerlicht en horizon.
- 1995	 W139, Amsterdam: How To Consume A Stone, KITTY. (groepsexpositie)
- 1997	 Kunstencentrum Signe, Heerlen: De Verzegelde Tijd, Tarkovski-project. (groepsexpositie)
- 2000	 Kunstencentrum Signe, Heerlen: De portrettenfirma S. I. Witkiewicz. (groepsexpositie)
- 2006	 Maastricht, berg Belvédère: Sheriff Buster.  (buitenbeeld in publieke ruimte)
- 2010	 Hedah, Maastricht: Tussenstand I-IV.
- 2012	 Raum für Kunst, Aachen, Duitsland: Ansätze.
- 2019 	 Bonnefantenmuseum, Maastricht: Een postume samenwerking. Ine Schröder en haar archief.

Publicaties (selectie)
- 2009	 Ine Schröder. Huis Clos, Rimburg.
- 2012   Ine Schröder: Ansätze. Raum für Kunst, Aachen.
- 2019	 Uncorrected Proof. Ine Schröder. Bonnefantenmuseum, Maastricht.

- Gemeinsame Normdatei: 1031122346
- International Standard Name Identifier: 0000 0003 8795 2663
- Nederlandse Thesaurus van Auteursnamen: 30630094X
- RKD-Nederlands Instituut voor Kunstgeschiedenis: 71241
- Virtual International Authority File: 281035052